# Trite lineata
Trite lineata är en spindelart som beskrevs av Simon 1885. Trite lineata ingår i släktet Trite och familjen hoppspindlar. Inga underarter finns listade i Catalogue of Life.